# حسن‌آباد (سربیشه)
حسن‌آباد یک روستا در ایران است که در دهستان درح شهرستان سربیشه واقع شده‌است.